# Савицька Олена Іванівна
Олена Савицька, до шлюбу Харечко (нар. 1901 — 1986) — українська та американська дослідниця в галузі генетики, цитології, ембріології.

## Біографія
Народилася в родині відомого полтавського лікаря Івана Григоровича Харечка (1857—1939). Іван Харечко навчався в Полтавській гімназії, де вступив до народницького гуртка Ростислава Стеблін-Каменського, зберігав портрети Куліша та Герцена, за що був покараний. 1885 року закінчив медичний факультет Київського університету. Служив ординатором військового шпиталю в Івангороді у 1887-1893 роках, у 1893-1895 роках був полковим лікарем. У 1895-1905 роках був ординатором Полтавської губернської земської лікарні. У листопаді 1909 року відкрив власну клініку. Був членом міської думи, очолював Полтавське медичне товариство. Був особистим лікарем Володимира Короленка, підписав акт про смерть письменника.
1918 року Олена Харечко закінчила жіночу гімназію в Полтаві. Надалі навчалася у Харківському сільськогосподарському інституті, де познайомилася з В'ячеславом Савицьким, з котрим пізніше одружилася. Закінчила інститут 1924 року. 
Після випуску з інституту Олена Харечко, як і її чоловік, мала бути розподілена агрономкою до колгоспу. Проте їм вдалося влаштуватися до Інституту генетики та рослинництва в Харкові. У 1926 році обидва захистили дисертації та здобули ступені "дипломованих агрономів". 

### Робота в СРСР
Олену та чоловіка розподілили до Білоцерківської дослідницької станції. Олена Харечко працювала там науковою співробітницею та завідувала цитологічною лабораторією, вивчаючи ембріологію буряка. У Білій Церкві вони одружилися. 
У 1928 році переїхали до Києва та поступили на роботу до Наукового інституту селекції. Олена Харечко-Савицька очолила в ньому лабораторію цитології. Вона також проводила дослідження в Ленінграді, де співпрацювала з Миколою Вавиловим та Георгієм Карпеченком. За підсумками цих досліджень вона здобула ступінь кандидата наук, а далі Вища атестаційна комісія СРСР присвоїла їй звання професора. 
Працювала на Білоцерківській селекційній станції та в Інституті цукрової промисловості в Києві, де очолювала цитологічну лабораторію.

### На еміграції
З 1944 у Німеччині, потім у США, де працювала в The West Sugar Development Foundation і департаменті хліборобства США.

## Наукова діяльність
Дослідження Олени Харечко-Савицької стосувалися самозапилення та самостерильності буряка, поліплоїдії, цитогенетики.
У радянський період опублікувала 25 наукових праць. Праці з цитогенетики та ембріології цукрового буряка, серед інших: «Цитология и ембриология сахарной свеклы» (1940), низка праць і статей в американських і канадських фахових журналах.
Разом з чоловіком вивела однонасіннєвий цукровий буряк; вивчала явище поліплоїдії цукрового буряка, розробила методику одержання тетраплоїдних сортів буряка.